# Sheryl Crow/Auszeichnungen für Musikverkäufe

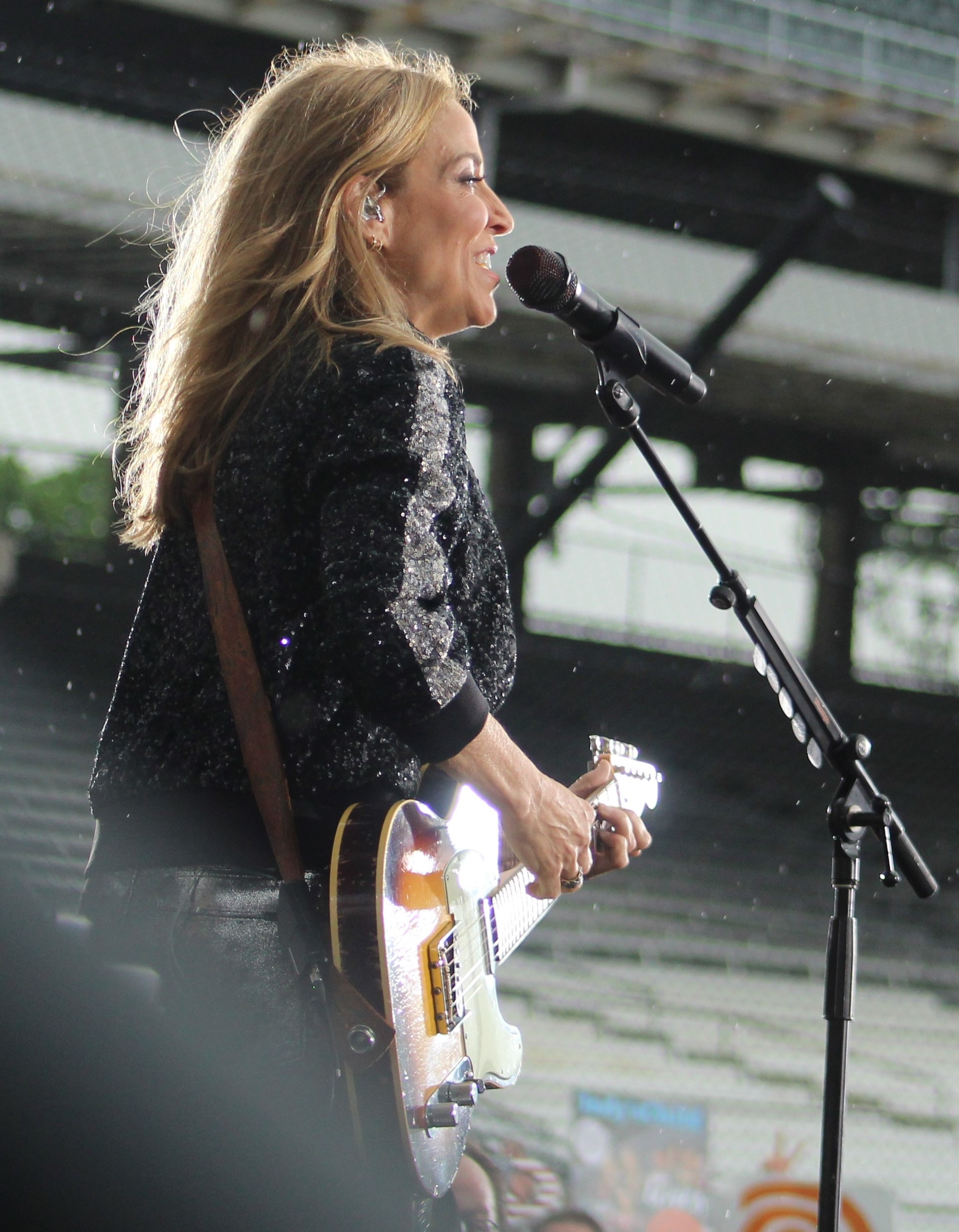
Sheryl Crow (2019)

Dies ist eine Übersicht über die Auszeichnungen für Musikverkäufe der US-amerikanischen Rocksängerin und Gitarristen Sheryl Crow. Die Auszeichnungen finden sich nach ihrer Art (Gold, Platin usw.), nach Staaten getrennt in chronologischer Reihenfolge, geordnet sowie nach den Tonträgern selbst, ebenfalls in chronologischer Reihenfolge, getrennt nach Medium (Alben, Singles usw.), wieder.

## Auszeichnungen
| - Vereinigtes Königreich - 2021: für die Single If It Makes You Happy - 2025: für das Lied Real Gone - Australien - 2004: für das Videoalbum Sheryl Crow Rocking the Globe – Live - 2005: für das Album The Very Best of - 2023: für die Single Everyday Is a Winding Road - 2023: für das Lied Real Gone - 2023: für die Single Soak Up the Sun - 2023: für die Single The First Cut Is the Deepest - Deutschland - 1995: für das Album Tuesday Night Music Club - 2023: für das Album The Very Best of - Frankreich - 1995: für das Album Tuesday Night Music Club - Japan - 1998: für das Album The Globe Sessions - 2003: für das Album The Very Best of - Kanada - 2000: für das Album Live from Central Park - 2008: für das Album Detours - Neuseeland - 1998: für das Album The Globe Sessions - 2021: für die Single If It Makes You Happy - 2022: für die Single Strong Enough - 2023: für die Single Picture - 2025: für die Single Soak Up the Sun - 2025: für das Album Hits & Rarities - Niederlande - 1995: für das Album Tuesday Night Music Club - Österreich - 1995: für das Album Tuesday Night Music Club - Schweiz - 1996: für das Album Sheryl Crow - 1998: für das Album The Globe Sessions - 2002: für das Album C’mon C’mon - 2004: für das Album The Very Best of - Spanien - 1995: für das Album Tuesday Night Music Club - Vereinigte Staaten - 1994: für die Single All I Wanna Do - 2001: für das Videoalbum Sheryl Crow Rocking the Globe – Live - 2003: für die Single Picture - 2004: für die Single The First Cut Is the Deepest - 2004: für das Videoalbum C’mon America 2003 - 2005: für die Single Soak Up the Sun - 2022: für die Single My Favorite Mistake - 2022: für das Lied Real Gone - 2022: für die Single Strong Enough - Vereinigtes Königreich - 2002: für das Album C’mon C’mon - 2023: für die Single All I Wanna Do | - Brasilien - 1995: für das Album Tuesday Night Music Club - Australien - 2023: für die Single If It Makes You Happy - Europa - 1997: für das Album Sheryl Crow - 1997: für das Album Tuesday Night Music Club - 2008: für das Album The Very Best of - Japan - 1997: für das Album Sheryl Crow - 2002: für das Album C’mon C’mon - Kanada - 2002: für das Album C’mon C’mon - 2008: für das Album Wildflower - Neuseeland - 1997: für das Album Sheryl Crow - 2004: für das Album The Very Best of - 2024: für die Single All I Wanna Do - Schweiz - 1997: für das Album Tuesday Night Music Club - Vereinigte Staaten - 1998: für das Album The Globe Sessions - 2002: für das Album C’mon C’mon - 2005: für das Album Wildflower - 2022: für die Single If It Makes You Happy - Vereinigtes Königreich - 1999: für das Album The Globe Sessions - Australien - 2023: für die Single Strong Enough - 2023: für das Album Sheryl Crow - Kanada - 1999: für das Album The Globe Sessions - Vereinigte Staaten - 2010: für die Videosingle Just Stand Up! (mit Stand Up to Cancer) - Vereinigtes Königreich - 1998: für das Album Tuesday Night Music Club - 2013: für das Album The Very Best of | - Australien - 2023: für die Single All I Wanna Do - Kanada - 1995: für das Album Tuesday Night Music Club - 1997: für das Album Sheryl Crow - Neuseeland - 1996: für das Album Tuesday Night Music Club - Vereinigte Staaten - 1997: für das Album Sheryl Crow - 2004: für das Album The Very Best of - Vereinigtes Königreich - 1997: für das Album Sheryl Crow - Australien - 2023: für das Album Tuesday Night Music Club - Europa - 1995: für das Album Tuesday Night Music Club - Kanada - 2006: für das Album The Very Best of - Vereinigte Staaten - 1997: für das Album Tuesday Night Music Club |

## Auszeichnungen nach Alben

### Tuesday Night Music Club
| Land/Region                  | Auszeichnungen für Musikverkäufe (Land/Region, Auszeichnung, Verkäufe) | Verkäufe   |
| ---------------------------- | ---------------------------------------------------------------------- | ---------- |
| Australien (ARIA)            | 5× Platin                                                              | 350.000    |
| Brasilien (PMB)              | 2× Gold                                                                | 200.000    |
| Deutschland (BVMI)           | Gold                                                                   | (250.000)  |
| Europa (IFPI)                | 5× Platin (1995) · + Platin (1997)                                     | 6.000.000  |
| Frankreich (SNEP)            | Gold                                                                   | (100.000)  |
| Kanada (MC)                  | 3× Platin                                                              | 300.000    |
| Neuseeland (RMNZ)            | 3× Platin                                                              | 45.000     |
| Niederlande (NVPI)           | Gold                                                                   | (50.000)   |
| Österreich (IFPI)            | Gold                                                                   | (25.000)   |
| Schweiz (IFPI)               | Platin                                                                 | (50.000)   |
| Spanien (Promusicae)         | Gold                                                                   | (50.000)   |
| Vereinigte Staaten (RIAA)    | 7× Platin                                                              | 7.000.000  |
| Vereinigtes Königreich (BPI) | 2× Platin                                                              | (600.000)  |
| Insgesamt                    | 7× Gold · 27× Platin ·                                                 | 13.795.000 |

### Sheryl Crow
| Land/Region                  | Auszeichnungen für Musikverkäufe (Land/Region, Auszeichnung, Verkäufe) | Verkäufe  |
| ---------------------------- | ---------------------------------------------------------------------- | --------- |
| Australien (ARIA)            | 2× Platin                                                              | 140.000   |
| Europa (IFPI)                | Platin                                                                 | 1.000.000 |
| Japan (RIAJ)                 | Platin                                                                 | 200.000   |
| Kanada (MC)                  | 3× Platin                                                              | 300.000   |
| Neuseeland (RMNZ)            | Platin                                                                 | 15.000    |
| Schweiz (IFPI)               | Gold                                                                   | (25.000)  |
| Vereinigte Staaten (RIAA)    | 3× Platin                                                              | 3.000.000 |
| Vereinigtes Königreich (BPI) | 3× Platin                                                              | (900.000) |
| Insgesamt                    | 1× Gold · 14× Platin ·                                                 | 4.655.000 |

### The Globe Sessions
| Land/Region                  | Auszeichnungen für Musikverkäufe (Land/Region, Auszeichnung, Verkäufe) | Verkäufe  |
| ---------------------------- | ---------------------------------------------------------------------- | --------- |
| Japan (RIAJ)                 | Gold                                                                   | 100.000   |
| Kanada (MC)                  | 2× Platin                                                              | 200.000   |
| Neuseeland (RMNZ)            | Gold                                                                   | 7.500     |
| Schweiz (IFPI)               | Gold                                                                   | 25.000    |
| Vereinigte Staaten (RIAA)    | Platin                                                                 | 2.000.000 |
| Vereinigtes Königreich (BPI) | Platin                                                                 | 300.000   |
| Insgesamt                    | 3× Gold · 4× Platin ·                                                  | 2.632.500 |

### Live from Central Park
| Land/Region               | Auszeichnungen für Musikverkäufe (Land/Region, Auszeichnung, Verkäufe) | Verkäufe |
| ------------------------- | ---------------------------------------------------------------------- | -------- |
| Kanada (MC)               | Gold                                                                   | 50.000   |
| Vereinigte Staaten (RIAA) | —                                                                      | 486.000  |
| Insgesamt                 | 1× Gold ·                                                              | 536.000  |

### C’mon C’mon
| Land/Region                  | Auszeichnungen für Musikverkäufe (Land/Region, Auszeichnung, Verkäufe) | Verkäufe  |
| ---------------------------- | ---------------------------------------------------------------------- | --------- |
| Japan (RIAJ)                 | Platin                                                                 | 200.000   |
| Kanada (MC)                  | Platin                                                                 | 100.000   |
| Schweiz (IFPI)               | Gold                                                                   | 20.000    |
| Vereinigte Staaten (RIAA)    | Platin                                                                 | 2.100.000 |
| Vereinigtes Königreich (BPI) | Gold                                                                   | 140.000   |
| Insgesamt                    | 2× Gold · 3× Platin ·                                                  | 2.560.000 |

### The Very Best of
| Land/Region                  | Auszeichnungen für Musikverkäufe (Land/Region, Auszeichnung, Verkäufe) | Verkäufe  |
| ---------------------------- | ---------------------------------------------------------------------- | --------- |
| Australien (ARIA)            | Gold                                                                   | 35.000    |
| Deutschland (BVMI)           | Gold                                                                   | (100.000) |
| Europa (IFPI)                | Platin                                                                 | 1.000.000 |
| Japan (RIAJ)                 | Gold                                                                   | 100.000   |
| Kanada (MC)                  | 5× Platin                                                              | 500.000   |
| Neuseeland (RMNZ)            | Platin                                                                 | 15.000    |
| Schweiz (IFPI)               | Gold                                                                   | (20.000)  |
| Vereinigte Staaten (RIAA)    | 3× Platin                                                              | 4.000.000 |
| Vereinigtes Königreich (BPI) | 2× Platin                                                              | (600.000) |
| Insgesamt                    | 4× Gold · 12× Platin ·                                                 | 5.650.000 |

### Wildflower
| Land/Region               | Auszeichnungen für Musikverkäufe (Land/Region, Auszeichnung, Verkäufe) | Verkäufe  |
| ------------------------- | ---------------------------------------------------------------------- | --------- |
| Kanada (MC)               | Platin                                                                 | 100.000   |
| Vereinigte Staaten (RIAA) | Platin                                                                 | 1.000.000 |
| Insgesamt                 | 2× Platin ·                                                            | 1.100.000 |

### Hits & Rarities
| Land/Region       | Auszeichnungen für Musikverkäufe (Land/Region, Auszeichnung, Verkäufe) | Verkäufe |
| ----------------- | ---------------------------------------------------------------------- | -------- |
| Neuseeland (RMNZ) | Gold                                                                   | 7.500    |
| Insgesamt         | 1× Gold ·                                                              | 7.500    |

### Detours
| Land/Region               | Auszeichnungen für Musikverkäufe (Land/Region, Auszeichnung, Verkäufe) | Verkäufe |
| ------------------------- | ---------------------------------------------------------------------- | -------- |
| Kanada (MC)               | Gold                                                                   | 50.000   |
| Vereinigte Staaten (RIAA) | —                                                                      | 405.000  |
| Insgesamt                 | 1× Gold ·                                                              | 455.000  |

### 100 Miles from Memphis
| Land/Region               | Auszeichnungen für Musikverkäufe (Land/Region, Auszeichnung, Verkäufe) | Verkäufe |
| ------------------------- | ---------------------------------------------------------------------- | -------- |
| Vereinigte Staaten (RIAA) | —                                                                      | 219.000  |
| Insgesamt                 | —                                                                      | 219.000  |

### Feels Like Home
| Land/Region               | Auszeichnungen für Musikverkäufe (Land/Region, Auszeichnung, Verkäufe) | Verkäufe |
| ------------------------- | ---------------------------------------------------------------------- | -------- |
| Vereinigte Staaten (RIAA) | —                                                                      | 65.000   |
| Insgesamt                 | —                                                                      | 65.000   |

### Be Myself
| Land/Region               | Auszeichnungen für Musikverkäufe (Land/Region, Auszeichnung, Verkäufe) | Verkäufe |
| ------------------------- | ---------------------------------------------------------------------- | -------- |
| Vereinigte Staaten (RIAA) | —                                                                      | 20.000   |
| Insgesamt                 | —                                                                      | 20.000   |

### Threads
| Land/Region               | Auszeichnungen für Musikverkäufe (Land/Region, Auszeichnung, Verkäufe) | Verkäufe |
| ------------------------- | ---------------------------------------------------------------------- | -------- |
| Vereinigte Staaten (RIAA) | —                                                                      | 49.200   |
| Insgesamt                 | —                                                                      | 49.200   |

## Auszeichnungen nach Singles

### All I Wanna Do
| Land/Region                  | Auszeichnungen für Musikverkäufe (Land/Region, Auszeichnung, Verkäufe) | Verkäufe  |
| ---------------------------- | ---------------------------------------------------------------------- | --------- |
| Australien (ARIA)            | 3× Platin                                                              | 210.000   |
| Neuseeland (RMNZ)            | Platin                                                                 | 30.000    |
| Vereinigte Staaten (RIAA)    | Gold                                                                   | 500.000   |
| Vereinigtes Königreich (BPI) | Gold                                                                   | 400.000   |
| Insgesamt                    | 2× Gold · 4× Platin ·                                                  | 1.140.000 |

### Strong Enough
| Land/Region               | Auszeichnungen für Musikverkäufe (Land/Region, Auszeichnung, Verkäufe) | Verkäufe |
| ------------------------- | ---------------------------------------------------------------------- | -------- |
| Australien (ARIA)         | 2× Platin                                                              | 140.000  |
| Neuseeland (RMNZ)         | Gold                                                                   | 15.000   |
| Vereinigte Staaten (RIAA) | Gold                                                                   | 500.000  |
| Insgesamt                 | 2× Gold · 2× Platin ·                                                  | 655.000  |

### If It Makes You Happy
| Land/Region                  | Auszeichnungen für Musikverkäufe (Land/Region, Auszeichnung, Verkäufe) | Verkäufe  |
| ---------------------------- | ---------------------------------------------------------------------- | --------- |
| Australien (ARIA)            | Platin                                                                 | 70.000    |
| Neuseeland (RMNZ)            | Gold                                                                   | 15.000    |
| Vereinigte Staaten (RIAA)    | Platin                                                                 | 1.000.000 |
| Vereinigtes Königreich (BPI) | Silber                                                                 | 200.000   |
| Insgesamt                    | 1× Silber · 1× Gold · 2× Platin ·                                      | 1.285.000 |

### Everyday Is a Winding Road
| Land/Region       | Auszeichnungen für Musikverkäufe (Land/Region, Auszeichnung, Verkäufe) | Verkäufe |
| ----------------- | ---------------------------------------------------------------------- | -------- |
| Australien (ARIA) | Gold                                                                   | 35.000   |
| Insgesamt         | 1× Gold ·                                                              | 35.000   |

### My Favorite Mistake
| Land/Region               | Auszeichnungen für Musikverkäufe (Land/Region, Auszeichnung, Verkäufe) | Verkäufe |
| ------------------------- | ---------------------------------------------------------------------- | -------- |
| Vereinigte Staaten (RIAA) | Gold                                                                   | 500.000  |
| Insgesamt                 | 1× Gold ·                                                              | 500.000  |

### Soak Up the Sun
| Land/Region               | Auszeichnungen für Musikverkäufe (Land/Region, Auszeichnung, Verkäufe) | Verkäufe |
| ------------------------- | ---------------------------------------------------------------------- | -------- |
| Australien (ARIA)         | Gold                                                                   | 35.000   |
| Neuseeland (RMNZ)         | Gold                                                                   | 15.000   |
| Vereinigte Staaten (RIAA) | Gold                                                                   | 500.000  |
| Insgesamt                 | 3× Gold ·                                                              | 550.000  |

### Picture
| Land/Region               | Auszeichnungen für Musikverkäufe (Land/Region, Auszeichnung, Verkäufe) | Verkäufe |
| ------------------------- | ---------------------------------------------------------------------- | -------- |
| Neuseeland (RMNZ)         | Gold                                                                   | 15.000   |
| Vereinigte Staaten (RIAA) | Gold                                                                   | 836.300  |
| Insgesamt                 | 2× Gold ·                                                              | 851.300  |

### The First Cut Is the Deepest
| Land/Region               | Auszeichnungen für Musikverkäufe (Land/Region, Auszeichnung, Verkäufe) | Verkäufe |
| ------------------------- | ---------------------------------------------------------------------- | -------- |
| Australien (ARIA)         | Gold                                                                   | 35.000   |
| Vereinigte Staaten (RIAA) | Gold                                                                   | 500.000  |
| Insgesamt                 | 2× Gold ·                                                              | 535.000  |

### Just Stand Up!
| Land/Region               | Auszeichnungen für Musikverkäufe (Land/Region, Auszeichnung, Verkäufe) | Verkäufe |
| ------------------------- | ---------------------------------------------------------------------- | -------- |
| Vereinigte Staaten (RIAA) | 2× Platin                                                              | 393.000  |
| Insgesamt                 | 2× Platin ·                                                            | 393.000  |

### Love Song to the Earth
| Land/Region               | Auszeichnungen für Musikverkäufe (Land/Region, Auszeichnung, Verkäufe) | Verkäufe |
| ------------------------- | ---------------------------------------------------------------------- | -------- |
| Vereinigte Staaten (RIAA) | —                                                                      | 11.000   |
| Insgesamt                 | —                                                                      | 11.000   |

## Auszeichnungen nach Liedern

### Real Gone
| Land/Region                  | Auszeichnungen für Musikverkäufe (Land/Region, Auszeichnung, Verkäufe) | Verkäufe |
| ---------------------------- | ---------------------------------------------------------------------- | -------- |
| Australien (ARIA)            | Gold                                                                   | 35.000   |
| Vereinigte Staaten (RIAA)    | Gold                                                                   | 500.000  |
| Vereinigtes Königreich (BPI) | Silber                                                                 | 200.000  |
| Insgesamt                    | 1× Silber · 2× Gold ·                                                  | 735.000  |

## Auszeichnungen nach Videoalben

### Sheryl Crow Rocking the Globe – Live
| Land/Region               | Auszeichnungen für Musikverkäufe (Land/Region, Auszeichnung, Verkäufe) | Verkäufe |
| ------------------------- | ---------------------------------------------------------------------- | -------- |
| Australien (ARIA)         | Gold                                                                   | 7.500    |
| Vereinigte Staaten (RIAA) | Gold                                                                   | 50.000   |
| Insgesamt                 | 2× Gold ·                                                              | 57.500   |

### C’mon America 2003
| Land/Region               | Auszeichnungen für Musikverkäufe (Land/Region, Auszeichnung, Verkäufe) | Verkäufe |
| ------------------------- | ---------------------------------------------------------------------- | -------- |
| Vereinigte Staaten (RIAA) | Gold                                                                   | 50.000   |
| Insgesamt                 | 1× Gold ·                                                              | 50.000   |

## Statistik und Quellen
| Land/RegionAuszeichnungen für Musikverkäufe (Land/Region, Auszeichnungen, Verkäufe, Quellen) | Silber     | Gold       | Platin       | Verkäufe   | Quellen                                                   |
| -------------------------------------------------------------------------------------------- | ---------- | ---------- | ------------ | ---------- | --------------------------------------------------------- |
| Australien (ARIA)                                                                            | —          | 6× Gold6   | 13× Platin13 | 1.092.500  | aria.com.au                                               |
| Brasilien (PMB)                                                                              | —          | 2× Gold2   | —            | 200.000    | Einzelnachweise                                           |
| Deutschland (BVMI)                                                                           | —          | 2× Gold2   | —            | 350.000    | musikindustrie.de                                         |
| Europa (IFPI)                                                                                | —          | —          | 8× Platin8   | 8.000.000  | ifpi.org (Memento vom 1. Januar 2014 im Internet Archive) |
| Frankreich (SNEP)                                                                            | —          | Gold1      | —            | 100.000    | snepmusique.com                                           |
| Japan (RIAJ)                                                                                 | —          | 2× Gold2   | 2× Platin2   | 600.000    | riaj.or.jp                                                |
| Kanada (MC)                                                                                  | —          | 2× Gold2   | 15× Platin15 | 1.600.000  | musiccanada.com                                           |
| Neuseeland (RMNZ)                                                                            | —          | 6× Gold6   | 6× Platin6   | 180.000    | aotearoamusiccharts.co.nz NZ2 NZ3                         |
| Niederlande (NVPI)                                                                           | —          | Gold1      | —            | 50.000     | nvpi.nl                                                   |
| Österreich (IFPI)                                                                            | —          | Gold1      | —            | 25.000     | ifpi.at                                                   |
| Schweiz (IFPI)                                                                               | —          | 4× Gold4   | Platin1      | 140.000    | hitparade.ch                                              |
| Spanien (Promusicae)                                                                         | —          | Gold1      | —            | 50.000     | elportaldemusica.es                                       |
| Vereinigte Staaten (RIAA)                                                                    | —          | 9× Gold9   | 19× Platin19 | 25.684.500 | riaa.com                                                  |
| Vereinigtes Königreich (BPI)                                                                 | 2× Silber2 | 2× Gold2   | 8× Platin8   | 3.340.000  | bpi.co.uk                                                 |
| Insgesamt                                                                                    | 2× Silber2 | 39× Gold39 | 72× Platin72 |            |                                                           |